# Gustave Dalby
Gustave Dalby ou d'Alby, né Gustave Chapais peut-être en 1828 à Rouen et mort le 15 mars 1848 à Pontoise, est un auteur dramatique français du XIXe siècle.

## Biographie
Louis Gustave Chapais naît vers 1828, fils de François Chapais, un ancien employé des douanes de Rouen, lui-même auteur — notamment, en collaboration avec Jean-Joaquim du Bel Air, d'un Manuel des élégants et des élégantes en 1805,. 
Établi à Paris, Gustave Chapais signe entre 1828 et 1834, sous le pseudonyme de Gustave Dalby ou d'Alby, plusieurs pièces, représentées entre autres au théâtre du Panthéon. 
En 1847, il épouse à Batignolles Antonia Emma Anaïs Grandjean de Montigny. 
Alors sous-chef de gare du Chemin de fer du Nord à La Chapelle-Saint-Denis et y résidant, il meurt l'année suivante à l'âge de quarante ans, à Pontoise, sous le nom de Gustave de Chapais,. 

## Œuvres
- Le Jour de médecine, vaudeville en un acte, avec Dumanoir et Julien de Mallian, 1828
- Caméloni, ou Je me venge, comédie en 1 acte et en vers, avec Eugène Hyacinthe Laffillard, 1832
- Le Chef du personnel, ou La Prudence du mari, vaudeville en 1 acte, coécrit avec Décour, 1832[6]
- Racine en famille, comédie historique en 1 acte, mêlée de couplets, 1832
- La République de Saint-Marin, ou le Secret d'État, comédie en 2 actes, mêlée de chants, 1833
- Madame de Genlis, ou les Deux Jean-Jacques, comédie en 2 actes, mêlée de couplets, 1834